# Петров Йосип Опанасович

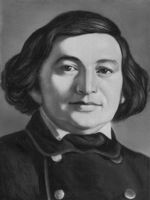
Петров Йосип

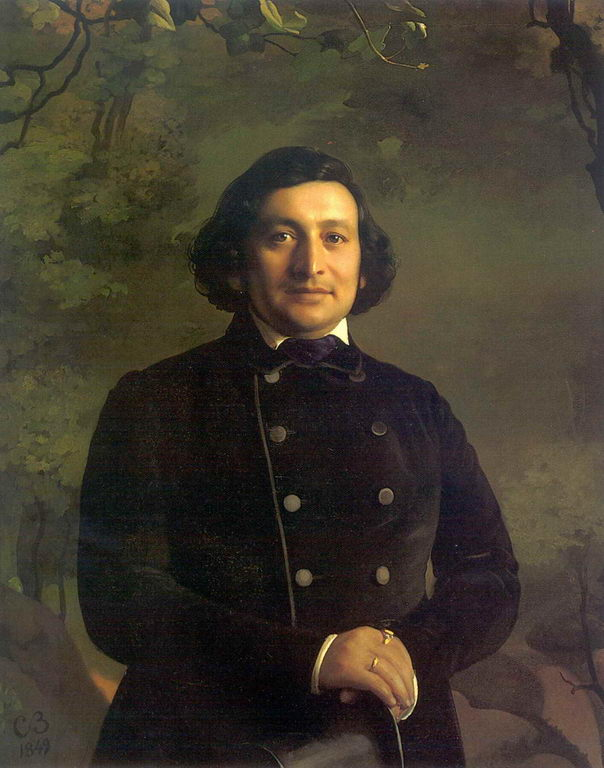
Портрет Йосипа Петрова (1849 рік)

Петров Йосип Опанасович (нар. 15 листопада 1806 або 1807 , Єлисаветград — пом. 11 березня 1878 ,Санкт-Петербург) — український співак (бас), один з основоположників української та російської вокально-сценічної школи.

## Біографічні відомості
Навчався приватно в Єлисаветграді (нині Кропивницький), де 1826 року дебютував в опері-водевілі «Козак-віршувальник» Катарино Кавоса (трупа Д. Жураховського). Співав у трупі Івана Штейна, що гастролювала на Півдні Російської імперії (теперішня Україна). З 1830 р. у Петербурзі брав уроки співу у К. Кавоса. Виступав на сценах петербурзьких Великого театру, театру-цирку (1850), Маріїнського театру (1860—1878). Перший виконавець партій Мельника, Лепорелло («Русалка», «Кам'яний гість» О. Даргомижського), Івана Грозного («Псковитянка» М. Римського-Корсакова), Варлаама («Борис Годунов» М. Мусоргського), а також написаних для нього партій Сусаніна і Руслана («Життя за царя» та «Руслан і Людмила» М. Глинки).
Однак слід наголосити й видатну роль іншого видатного українського співака того часу — Семеном Гулака-Артемовського в історії прем'єр опери Михайла Глинки «Руслан та Людмила»: якщо Й. Петров дійсно був виконавцем партії Руслана на прем'єрі 27 листопада 1842 на сцені Великого театру в Петербурзі (Диригент: Карл Альбрехт), то вже на другий день Руслана співав С. Гулак-Артемовський і преса відзначила його сценічний успіх, голос і чудову акторську гру. Тож не дивно, що виконавцем на прем'єрі опери в Москві 1846 року став також С. Гулак-Артемовський (Диригент: Іван Йоганніс) Ці важливі факти лише за часів Незалежної України дослідили та ввели в науковий обіг українські історики музики, адже за часів СРСР значення постаті С. Гулака-Артемовського для М. Глинки, так само, як і українське походження Й. Петрова, свідомо замовчувалось.
Був одним із найкращих виконавців ролі Виборного («Наталка Полтавка» Котляревського), українських народних пісень. Мав дружні стосунки з Тарасом Шевченком.